# سربل (مدينة)
سربل (بالبشتوية: سرپل)‏ هي مدينة، في أفغانستان، تقع في منطقة سربل ‏، هي عاصمة ولاية سربل، ومنطقة سربل ‏، بلغ عدد سكانها 51,075 نسمة وذلك حسب إحصائيات سنة 2015، تبلغ مساحتها 29.9 كيلومتر مربع.